# Ann Leonard
Ann Leonard (2 de enero de 1968 (57 años) es una política del Fianna Fáil, del Condado de Monaghan, Irlanda.
Fue senadora desde 1997 a 2002, y es hermana de Jimmy Leonard, un político  del Teachta Dála (TD) por la  circunscripción Cavan–Monaghan.
Es enfermera pediátrica y obstetra, Ann se candidateó, sin éxito, en la controvertida elección general de 1997 de la circunscripción Cavan–Monaghan, y después de su derrota fue nominada al Seanad Éireann por Bertie Ahern. En las elecciones locales 1999, fue elegida al Monaghan County Council por la circunscripción electoral Clones, pero dimitió del Consejo en las elecciones locales 2004 y ya no se presentó en otra elección.